# Перший код
Перший код — український художньо-документальний фільм 2023 року режисера Артура Лермана. Продюсером фільму є Владислав Савченко. Фільм вийшов у прокат 16 листопада 2023 року та розповідає історію становлення українського ІТ від 1950-х років до сьогодення, коли ІТ-сектор став важливою частиною кібервійни після початку повномасштабного вторгнення.

## Сюжет
Фільм розповідає історію становлення українського ІТ з 1950-х, від створення українськими інженерами першого комп'ютера і до сьогодення.
Героями фільму є політики та діячі ІТ-сфери, зокрема міністр цифрової трансформації Михайло Федоров, засновники українських компаній та стартапів  та представники Інституту кібернетики імені В. М. Глушкова Національної академії наук України.
Спочатку глядача знайомлять із представниками Інституту кібернетики, які розповідають про період переходу від радянської спадщини до сучасних реалій програмної інженерії.
Далі фільм розповідає про молодих стартаперів, які вчилися освоювати IT-ринок у складних умовах. Потім сюжет фокусується на наступному поколінні — засновниках компаній UKLON, Sigma Software Group та інших великих сучасних представників IT-сектора України. Фільм розповідає про шлях звичайних IT-підприємців від початку кар'єри до мільйонерів зі світовим ім'ям і репутацією.
Окрему увагу фільм приділяє роботі кібервійська після початку повномасштабного вторгнення та розповідає як ІТ-сектор став частиною боротьби з Росією.

## Герої
- Олександр Хімич — академік НАН України
- Іван Сергієнко — директор Інституту кібернетики ім. В. М. Глушкова
- Олексій Сігов — президент міжнародної компанії Infopulse
- Ігор Брагінський — засновник компанії NIX
- Олексій Скрипник — співзасновник компанії ELEX
- Юрій Антонюк — віцепрезидент компанії ЕРАМ
- Тарас Кицмей — співзасновник компанії SoftServe
- Юрій Лазебніков — співзасновник холдингу Techiia
- Валерій Красовський — співзасновник і СЕО Sigma Software
- Дмитро Вартанян — співзасновник, Board Member Sigma Software
- Володимир Бек — співзасновник, Board Member Sigma Software
- Юрій Монастиршин — засновник компанії Looksery
- Вадим Роговський — засновник стартапу 3DLOOK
- Віталій Дятленко — співзасновник та СТО компанії UKLON
- Артем Бородатюк — засновник групи компаній Netpeak Group
- Дмитро Волошин — СТО компанії Preply
- Антон Мельник — експерт з інновацій, інвестицій та стартапів Мінцифри
- Андрій та Олександр — розробники гри «Play for Ukraine» (для DDOS-атак)
- Денис — ІТ-воїн (власник рекламного агентства, займався таргетованою рекламою у соцмережах)
- Артем — ІТ-воїн (розробник додатка, який блокував російські комп'ютери з системою 1С)

## Виробництво
«Перший код» є проєктом Європейської асоціації програмної інженерії (EASE). Режисером фільму став Артур Лерман, продюсер та інвестор картини — президент EASE Владислав Савченко. Оператор — Євген Усанов. Владислав Савченко також виступив автором дослідження та профінансував створення «Першого коду». Бюджет фільму склав $800 000. Разом із маркетингом, адаптаціями та запуском на стрімінгових платформах приблизна вартість склала $1 млн. Зйомки фільму почалися наприкінці 2021 року, прем'єра планувалася у вересні, однак через повномасштабне вторгнення фільмування призупинили на декілька місяців, до серпня 2022 року.
«Перший код» став першим українським та одним із перших у світі повнометражним фільмом що залучив ШІ для створення багатоголосого дубляжу. 80 % діалогів у стрічці було перекладено штучним інтелектом, і лише 20 % — акторами дубляжу. Також за допомогою штучного інтелекту створювалися промоматеріали.
У червні 2022 року на проспекті Науки в Києві команда фільму відкрила 20-метровий мурал на честь українських IT-фахівців. 
Саундтрек до фільму під назвою «Hidden Code» виконав дует Tvorchi.

## Сприйняття

### Касові збори
Фільм показали у 121 кінотеатрі України. За підрахунками Forbes, бокс-офіс «Першого коду» в Україні складає близько 973 000 грн.  Фільм показували у Латвії, Литві та Польщі та на стрімінгових майданчиках Amazon та Apple TV. Також фільм доступний на платформі Megogo.

### Відгуки
«Перший код» зібрав багато позитивних відгуків під час закритих показів у Варшаві, Лондоні, Берліні, Барселоні, Лісабоні, Нью-Йорку, Лос-Анджелесі та Сан-Франциско.